# 衣食足りて礼節を知る
衣食足りて礼節を知る（いしょくたりてれいせつをしる）は、古代中国からのことわざ。

## 概要
人間というのは、物質的な不自由が無くなって初めて礼儀に心を向けられるだけの余裕が出てくるということを意味する。着るものや食べるものが十分にあるからこそ、人間は礼儀や節度をわきまえるようになるということである。生活にゆとりが無ければ、精神的な余裕は生まれないということである。夏目漱石は『戦後文界の趨勢』で、富の力に十分な余裕が無ければ向上的な精神界の娯楽が興らないというのは衣食足りて礼節を知ると同様であると述べている。

## 由来
この衣食足りて礼節を知るという言葉は、中国の古典の『管子』の『牧民』からの言葉である。この『管子』というのは春秋時代の思想家であった管仲の言葉を記録した書物である。管子というのは斉の桓公に仕える宰相でもあり、斉を強国にするためには、民衆の生活に余裕を生むことが必要であると考える。『牧民』の中では『倉廩実則知礼節、衣食足則知栄辱』と記されており、これが衣食足りて礼節を知ると訳せる。『倉廩』とは米蔵で、『栄辱』とは栄誉や恥辱である。民衆というのは食料が満たされてこそ道徳心を持つようになり、衣服や食料が満たされてこそ栄誉と恥辱の違いを考えるようになるということであった。